# Pire que les bêtes
Pour plus de détails, voir Fiche technique et Distribution.
Pire que les bêtes (Bij de beesten af) est un film néerlandais réalisé par Bert Haanstra, sorti en 1972.

## Synopsis
Ce documentaire étudie les différences et les similarités entre le comportement humain et celui des autres animaux.

## Fiche technique
- Titre : Pire que les bêtes
- Titre original : Bij de beesten af
- Réalisation : Bert Haanstra
- Scénario : Anton Koolhaas et Bert Haanstra
- Narration : Bert Haanstra et Anton Koolhaas
- Musique : Otto Ketting
- Photographie : Anton van Munster
- Montage : Bert Haanstra
- Production : Bert Haanstra
- Société de production : Bert Haanstra Films
- Société de distribution :
- Pays :  Pays-Bas
- Genre : Documentaire
- Durée : 104 minutes
- Dates de sortie : 
  -  Pays-Bas : 21 décembre 1972

## Distinctions
Le film a été nommé à l'Oscar du meilleur film documentaire.